# Lacul Chaubunagungamaug
Lacul Chaubunagungamaug este un luciu de apă situat în aproapierea localității Webster, comitatul Worchester a statului  Massachusetts,  Statele Unite ale Americii. Este cunoscut și sub denumirea de lacul Chargoggagoggmanchauggagoggchaubunagungamaugg, ceea ce îi conferă o poziție privilegiată în clasamentul celor mai lungi denumiri mondiale. Are o suprafață de 584 ha.

## A se vedea
- Listă de locuri cu nume lungi;
- Cele mai lungi cuvinte din limba engleză;
- Llanfairpwllgwyngyllgogerychwyrndrobwllllantysiliogogogoch, cel mai lung nume al unui loc din Regatul Unit;
- Cele mai lungi cuvinte;
- Chaubunagungamaug Nipmuck;
- Chaubunagungamaug Reservation.